# 마글로르
마글로르(Maglor)는 《실마릴리온》의 등장인물이다. 페아노르의 아들로 가운데땅에서 활동한 놀도르 왕족이다.

## 생애
발리노르에서 페아노르와 네르다넬 사이에 태어난 두 번째 자식으로 예술적 기질을 크게 물려받아 음악가로 유명했고, 다른 형제와 달리 전사적인 기질이 적은 편이라고 전해진다.
그는 페아노르의 맹세 이후 텔레리의 함선을 통해 가운데땅에 당도하여 다고르 누인길리아스를 시작으로 보석전쟁의 마지막 대전쟁 분노의 전쟁까지 모두 겪었다.
막강한 세력이 서로 혈전을 벌이는 위험한 1시대에 끝까지 살아남아 실마릴을 잠시나마 직접 회수하는 등 여러모로 비범한 인물이었으나, 실마릴이 자신을 거부함을 깨닫고 바다에 보석을 버린 후 가운데땅에서 놀도르에게 일어난 사건을 노래하며 가운데땅에서 잊혀졌다고 한다.

### 행적
그는 형제들과 마찬가지로 벨레리안듣 동부에 자리를 잡았고, 마글로르 골짜기로 알려진 겔리온 강 주변을 담당했다. 이곳에서 놀도르 기병대를 운영하여 아르드 갈렌까지 경비를 돌며 모르고스의 군대를 대비했다.
그러나, 다고르 브라골라크에서 이곳은 도르소니온과 마찬가지로 모르고스에게 점령당했고 마글로르는 남쪽의 땅으로 몸을 피하는 것 대신 최전방에 위치한 힘링의 마이드로스를 도와 적과 싸웠다.
니르나에스 아르노에디아드가 패배로 끝나자 페아노르의 맹세에 의해 도리아스에 있는 실마릴을 회수하기 위해 벌인 제 2차 동족살해에 가담했다. 이 과정에서 그는 친형제들을 잃었고 자신은 싱골의 후계자 디오르 엘루킬을 살해했다. 그러나, 실마릴을 디오르의 외동딸 엘윙과 그녀의 일행이 남쪽으로 피신하면서 가져간 것을 확인하고 제 3차 동족살해까지 가담했다. 
결과적으로 그는 제 3차 동족살해에서도 실마릴을 되찾지 못했고, 좀 더 시간이 때에 에온웨가 이끄는 발리노르의 대군이 모르고스를 제압하고 얻은 실마릴 2개를 몰래 훔쳐 달아났다. 실마릴은 발라 바르다의 축성을 받아 완성된 보석이었고 그 때문에 부정한 존재가 만지면 그것을 태워버리는 속성을 가지고 있었다. 마글로르는 보석이 이러한 작용을 하는 것을 보고 괴로워하다 바다에 던져버린 후 놀도르의 비극을 노래하며, 역사에서 종적을 감췄다.

## 기타
신다르 요정 다이론처럼 그도 음악적 재능은 요정 가운데에서도 뛰어났다.
에아렌딜과 엘윙의 쌍둥이 자식 엘론드 엘로스 형제를 양육하기도 했다.